# Frans Simons (kunstenaar)
Jan Frans Simons (Antwerpen, 5 september 1855 – Brasschaat, 21 februari 1919) was een Belgische kunstschilder en etser van genretaferelen, stadsgezichten, interieurs, figuren en portretten.

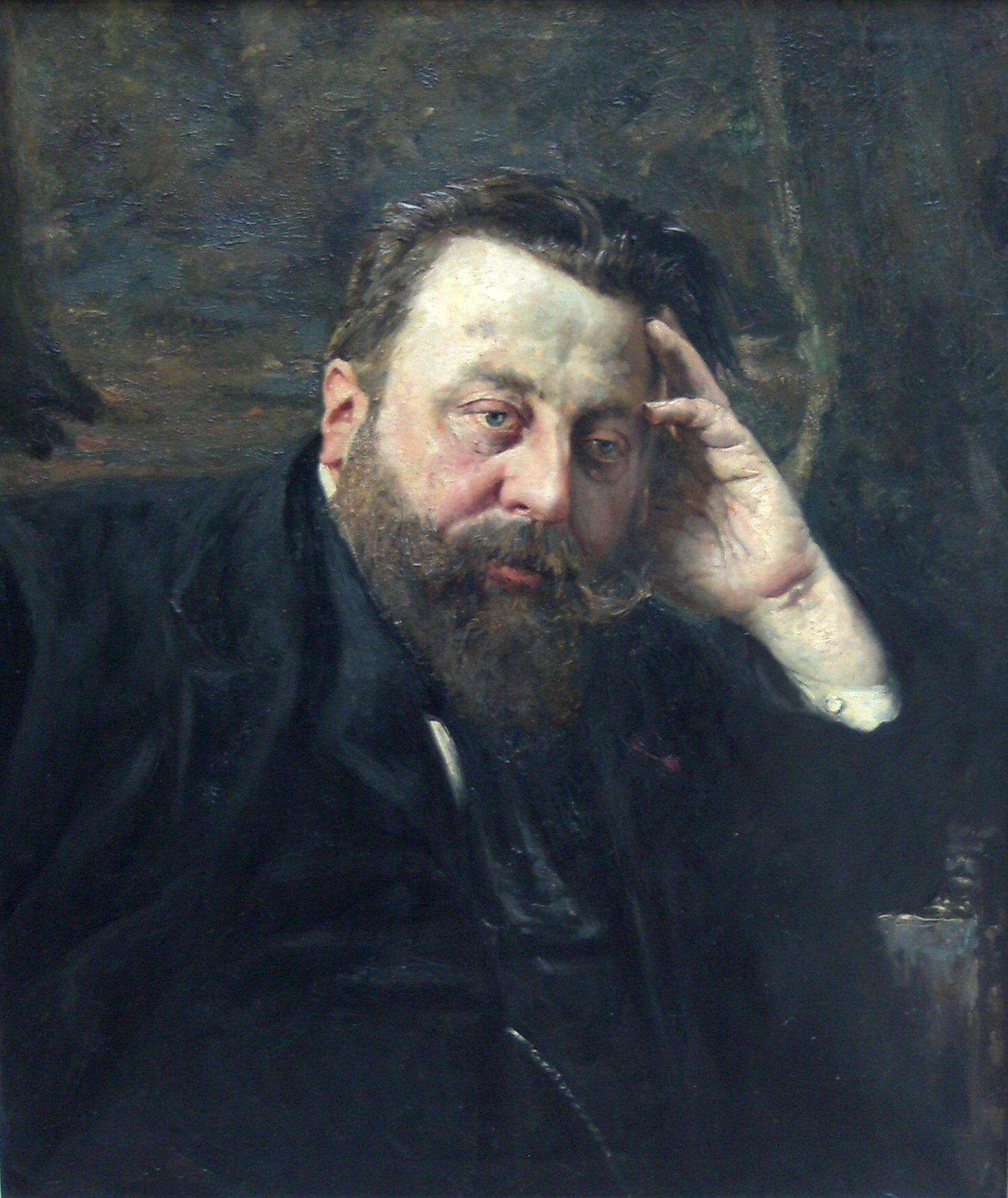
Zelfportret Jan Frans Simons

## Levensloop
Jan Frans Simons kon als jongeling het tekenen niet laten en droomde ervan om kunstenaar te worden.  Als 14-jarige maakte hij zijn eerste portretje in olieverf, namelijk van zijn vader.  Met overtuiging en karakter maakte hij in het Museum voor Schone Kunsten te Antwerpen een kopie van 'La vierge au perroquet' van P. P. Rubens. In 1879 debuteerde de toen 24-jarige kunstenaar op een tentoonstelling te Antwerpen met ‘Jo, haar lieveling’, een werk dat een jonge boerenvrouw voorstelt die een kalfje te drinken brengt.  Het werd zowel op bittere kritiek als op zeer verdienstelijke complimenten onthaald.  Met een verscheidenheid aan anekdotische volkse taferelen is Jan Frans Simons het meest gekend.  Wij vermelden onder meer: De Ossenkoers, De Processie te Brasschaat, Het Werkongeval, De Varkensslachter en De Congolezen.  Zijn oeuvre bevat met De wilden, De beschaafden en De dieren ook een drieluik.
Het doek 'Onverwachte verfrissing' werd in München wel gesmaakt, en genoot zoveel bijval dat het in tal van kunstuitgaven werd afgebeeld.  Jan Frans Simons was lid van talrijke kunstkringen, en behaalde met zijn werk ook talrijke prijzen.  De werken van Simons, waaronder verscheidene van ontegensprekelijk kunstwaarde, verschenen op allerlei tentoonstellingen en medailles volgden elkaar op.  Het Geschot - medaille in Parijs, Zien of Jan niet liegt - medaille in München, De Wijnoogst - werd behoorlijk in Barcelona onthaald, Korenbloemen en de Overwinnaar van de Ossenkoers behaalden medailles in Port-Adelaîde.  Op 28 april 1906 werd hij als Ridder in de Leopoldsorde gehuldigd.

## Musea
- Antwerpen Letterenhuis (AMVC)
- Antwerpen Koninklijk Museum voor Schone Kunsten
- Antwerpen Stedelijk Prentenkabinet
- Doornik Museum voor Schone Kunsten

## Naslagwerken
- Bénézit 1966
- Berko 1981
- Piron 1999

- Nederlandse Thesaurus van Auteursnamen: 070090971
- RKD-Nederlands Instituut voor Kunstgeschiedenis: 90167
- Union List of Artist Names: 500119505
- Virtual International Authority File: 290370759
- WorldCat: E39PBJcRbGmr79xvV38Gtybw4q